# William Black
William Black (13. listopadu 1841 Glasgow – 10. prosince 1898 Brighton) byl skotský romanopisec a novinář.

## Životopis
William Black se narodil v rodině Jamese Blacka a jeho druhé manželky Caroline Conningové. Vystudoval krajinomalbu, což ovlivnilo jeho literární život. Jako spisovatel se stal známým pro své podrobné, atmosférické popisy krajin a mořských krajin v románu White Wings: A Yachting Romance (1880).
Ve věku 23 let odešel do Londýna, poté, co získal zkušenosti s glasgowskou žurnalistikou. Připojil se ke štábu Morning Star a později Daily News, kde se stal asistentem redaktora. Během rakousko-pruské války působil jako válečný zpravodaj.
Se svým prvním románem James Merle r. 1864 příliš neuspěl. Také jeho dva další romány Love or Marriage (1868) a The Monarch of Mincing Lane (1871) nepřispěly jeho kariéře, a tak všechny tři nebyly vybrány do sebraného vydání Blackových děl, které vydal nakladatel Sampson Low roku 1892.
Publikace A Daughter of Heth v roce 1871 okamžitě prokázala jeho popularitu. Román vyprávěl o mladé dívce vychované v katolické Francii, která přijela žít ke svým strohým protestantským příbuzným do jižního Skotska, a skončil osobní tragédií. R. 1872 následoval cestopisný příběh The Strange Adventures of a Phaeton. V roce 1874 zaznamenal román A Princess of Thule další velký úspěch, později ho upravil do hudební hry The Maid of Arran
Od dalšího roku se Black plně věnoval beletrii. Následovalo několik sbírek povídek a 22 románů; poslední – Wild Eelin – v roce 1898, vyšel těsně před smrtí 10. prosince téhož roku.
Jeho díla byla pašována do Spojených států a nebyla chráněna autorskými právy. Spojil se, proto se známými autory jako byli Rudyard Kipling, Thomas Hardy a Walter Besant a bojoval proti těmto praktikám, což vyústilo v přijetí nových zákonů v roce 1891.
Během Blackova života byly jeho romány nesmírně populární a byly příznivě srovnávány s romány Anthony Trollopeho, ačkoli někteří kritici si stěžovali, že oba kladou příliš velký důraz na lov a rybaření. Jeho sláva a popularita však netrvala dlouho.
Pozdější romány zahrnovaly další dva „tragické“ příběhy: Madcap Violet (1876) a Macleod of Dare (1879); Sunrise (1881) román mezinárodních politických intrik; Shandon Bells (1883) z velké části odehrávající se v Irsku; Yolande (1883) částečně zabývající se drogovou závislostí; Judith Shakespeare (1884) historický román s dcerou dramatika; a The New Prince Fortunatus (1890) román londýnského divadelního života. Přátelství s herečkou Mary Anderson vedlo k tomu, že účinkoval dvakrát na jevišti, v němých rolích známých jako „myslitelé“ (v Romeo and Juliet a The Winter's Tale), ale jeho nervozita způsobila přerušení vystoupení.
Black také produkoval svazek Goldsmith (1878) pro Morleyho sérii English Men of Letters.
Majákem postaveným v podobě gotické věže byl Black připomínán na místě, které znal a miloval. Budova byla postavena v roce 1901 a dodnes slouží jako maják. Stojí asi míli jižně od hradu Duart, na východním výběžku ostrova Mull.
Sbírka náčrtků-příběhů byla vydána posmrtně jako With the Eyes of Youth, and Other Sketches (1903).

### Rodina
Blackova první manželka, Augusta Wenzelová, zemřela 14. května 1866 na horečku, kterou onemocněli nedlouho po narození jejich syna Martina. Manželé byli teprve od 8. dubna 1865. Martin zemřel 29. března 1871.
Black se poprvé setkal se svou druhou manželkou Evou Simpsonovou, dcerou Whartona Simpsona, kolegy novináře a kolegy z Whitefriars Clubu, v roce 1869. Znovu ji viděl v roce 1872 a použil ji pro postavu Bell v The Phaeton. Vzali se v dubnu 1874.
Od roku 1879 až do své smrti žil Black na 1 Paston Place v Brightonu.

### Památka
Blackův památník ve formě malého hradu byl postaven v Duart Point podle návrhu glasgowského architekta Williama Leipera.

## Dílo
| James Merle (1864)                                                     | Yolande (1883)                                                 |
| Love or Marriage (1868)                                                | Adventures in Thule (1883)                                     |
| In Silk Attire (1869)                                                  | Judith Shakespeare (1884)                                      |
| Kilmeny (1870)                                                         | White Heather (1885)                                           |
| The Monarch of Mincing Lane (1871)                                     | The Wise Women of Inverness and Other Miscellanies (1885)      |
| Mr Pisistratus Brown, M. P., in the Highlands (1871)                   | Sabina Zembra (1887)                                           |
| A Daughter of Heth (1871)                                              | In Far Lochaber (1888)                                         |
| The Strange Adventures of a Phaeton (1872)                             | The Strange Adventures of a Houseboat (1888)                   |
| A Princess of Thule (1873)                                             | The Penance of John Logan and Two Other Tales (1889)           |
| The Maid of Killeena and other Stories (1874)                          | The New Prince Fortunatus (1890)                               |
| Three Feathers (1875)                                                  | Stand Fast Craig-Royston! (1890)                               |
| Madcap Violet (1876)                                                   | Donald Ross of Heimra (1891)                                   |
| Lady Silverdale's Sweetheart and Other Stories (1876)                  | The Magic Ink and Other Tales (1892)                           |
| Green Pastures and Piccadilly (1877)                                   | Wolfenberg (1892)                                              |
| Macleod of Dare (1878)                                                 | The Handsome Humes (1893)                                      |
| Goldsmith [English Men of Letters] (1878)                              | Highland Cousins (1894)                                        |
| White Wings (1880)                                                     | Briseis (1896)                                                 |
| The Beautiful Wretch, The Four MacNicols, The Pupil of Aurelius (1881) | Wild Eelin (1898)                                              |
| Sunrise (1881)                                                         | With the Eyes of Youth, and Other Sketches (1903) [posthumous] |
| Shandon Bells (1883)                                                   |                                                                |

### V češtině
- Princezna z Thule – přeložil Erazím Brousek. Praha: Jan Otto, 1894[1][2]
- Miláček lady Silverdaleové – úvod František Sekanina, př. Máňa Illová; in: 1000 nejkrásnějších novel... č. 27. Praha: J. R. Vilímek, 1912